# 韦洛尔兵变
韦洛尔兵变（英语：Vellore Mutiny）发生于1806年7月10日。此事件是印度兵针对东印度公司的第一次大规模暴力兵变，比1857年的大起义早了半个世纪。韦洛尔兵变发生于印度韦洛尔，并持续了整整一天。叛军占领了韦洛尔堡垒，并造成200名英军伤亡。兵变最终被来自阿尔乔特的骑兵和大炮镇压。叛乱者的总死亡人数约为350人；在镇压叛乱期间，大约100名印度兵被草率处决，随后还有一小部分叛乱士兵被送上军事法庭。

## 成因
兵变的直接原因主要围绕着对1805年11月引入的印度士兵着装规范变化的不满。信仰印度教的印度士兵在执勤时被禁止在额头上佩戴宗教标志，穆斯林士兵则被要求剃掉胡须和修剪小胡子。此外，马德拉斯军队总司令约翰·克拉多克爵士还下令士兵需要佩戴一顶圆形帽子，这顶帽子与当时普遍的欧洲人和印度皈依基督教的人有关。新的帽子包括一个皮革帽徽，旨在取代现有的头巾。这些措施冒犯了印度教和穆斯林土兵的信仰，并且违背了英国军事委员会早些时候的警告。
英军旨在改善印度士兵“军人形象”的措施引起了印度士兵的强烈反感。1806年5月，一些抗议新规定的印度士兵被送到圣乔治堡（当时的马德拉斯，现在的金奈）。其中两人，一名印度教徒和一名穆斯林，每人被鞭打90下，并被开除出军队。其他19名印度士兵每人被判鞭刑50，但都成功获得了东印度公司的赦免。
除了宗教问题之外，韦洛尔兵变也是由战败的蒂普苏丹的儿子们煽动的，他们自1799年以来一直被关押在韦洛尔。蒂普的妻子和儿子以及众多随从都是东印度公司的养老金领取者，住在韦洛尔堡大型建筑群内的一座宫殿里。蒂普苏丹的一位女儿将于1806年7月9日结婚，起义的策划者以参加婚礼为借口聚集在堡垒。参与叛乱的平民所提出的目标仍然不明朗，但通过夺取和控制堡垒，他们可能希望在前迈索尔苏丹国的领土上鼓励民众发起反对英国人的起义。然而，兵变发生后，蒂普苏丹的儿子们不愿领导叛乱。

## 暴发
1806年7月，韦洛尔堡垒的驻军包括英国第69南林肯郡步兵团的四个英国步兵连和三个马德拉斯印度步兵营。在韦洛尔有家人的土兵通常住在堡垒外的独立小屋里。然而，马德拉斯部队在7月10日的训练日要求大部分土兵当晚在堡垒内睡觉，以便他们可以在黎明前迅速集结参加阅兵式。
7月10日午夜过后两小时，印度士兵发起叛乱并杀死了他们自己的14名英国军官和第69团的115名英国士兵。大多数英国士兵是在他们的营房睡觉时被杀死的，遇难者中有堡垒指挥官约翰·范考特（John Fancourt）上校。印度叛军在黎明时夺取了堡垒的控制权，并在堡垒上方升起了迈索尔王国的旗帜。蒂普苏丹的次子的侍从从建筑群的宫殿部分出现并加入了叛乱者。
然而，英国军官库普斯少校当晚一直在堡垒外，所以能够及时向阿尔乔特的驻军发出警报。兵变爆发9小时后，一支由英国第19轻龙骑兵团、疾驰炮和一个马德拉斯骑兵中队组成的救援部队从阿尔乔特赶往韦洛尔。这支部队由罗伯特·罗洛·吉莱斯皮爵士（当时印度最有能力的军官之一）指挥。据报道，吉莱斯皮在得到通知的一刻钟内就离开了阿尔乔特，并亲自率领一支约二十人的队伍冲在主力部队前面。
到达韦洛尔后，吉莱斯皮发现了第69步兵团幸存的大约60名士兵，由士官和两名助理外科医生指挥，这些士兵仍在守卫部分城墙，但弹药已用完。吉莱斯皮无法通过设防的大门进入，于是借助一根绳子和一条降到他身上的腰带爬上了墙；为了赢得时间，第69团沿着城墙进行刺刀冲锋。当第19团的其余成员抵达时，吉莱斯皮让他们用火炮炸开城门，并与第69团进行第二次冲锋，以清理城门内的空间，便于骑兵部署。第19骑兵团和马德拉斯骑兵团随后冲锋并杀死了挡路的所有印度士兵。大约100名在宫殿内避难的印度士兵在战后被带了出来，按照吉莱斯皮的命令，他们在墙边被处决。
对兵变迅速而无情的镇压扼杀了任何进一步的动乱，并为英国人在印度统治的历史写下了一部真正的史诗。因为，正如吉莱斯皮承认的那样，假如救援部队晚到五分钟，那英国人有可能会失去胜利的希望。在战斗结束前，总共有近350名叛军被杀，大约有同样数量的叛军受伤。幸存的叛军散布在堡垒外的乡村。许多人被当地警察抓获后最终被释放或在韦洛尔接受军事法庭审判。

## 后果
经过正式审判，6名叛军者被炮决，5人被行刑队枪决，8人被绞死，5人被流放。参与兵变的三个马德拉斯印度步兵营全部解散。下达违规着装规定的英国高级军官被召回英格兰，其中包括马德拉斯陆军总司令约翰·克拉多克，东印度公司甚至拒绝支付他的旅费。有关圆帽的英军订单也被取消。
事件发生后，被关押在韦洛尔堡的皇室成员被转移到加尔各答。马德拉斯总督威廉·本廷克也被召回，公司董事会感到遗憾的是，“在采取严厉措施以执行命令之前，没有更加谨慎地探查印度兵的情绪和对新头巾的看法”，此后对印度兵的社会和宗教习俗的干预也被废除了。
韦洛尔兵变与1857年的印度叛乱之间有一些相似之处，尽管后者的规模要大得多。1857年，印度兵重新拥护巴哈杜尔·沙二世为印度皇帝，宣布莫卧儿帝国复辟。50年前的韦洛尔叛军则试图恢复蒂普苏丹儿子的权力。对印度兵宗教和文化习俗（以帽子和润滑弹药筒的形式）的不敏感是两次起义的一个共同因素。1857年的事件（涉及孟加拉军队，但不影响马德拉斯军队）导致英国王室通过1858年印度政府法案接管了东印度公司在印度的财产和职能，该法案见证了东印度公司的彻底解散。
兵变爆发时唯一幸存的目击者是堡垒指挥官约翰·范考特的妻子阿米莉亚·法勒（Amelia Farrer）。她的手稿在叛乱的两周后写成，描述了她和她的孩子在她丈夫死后的求生经历。